# Gilany Hosnani
Gilany Hosnani (ur. 21 sierpnia 1957) – maurytyjski tenisista stołowy, olimpijczyk.
Wystąpił na Letnich Igrzyskach Olimpijskich 1988 w grze singlowej i deblowej. W eliminacjach singla zajął ostatnią pozycję w grupie B, przegrywając wszystkie siedem spotkań. Jedynego seta wygrał w pojedynku przeciwko Nowozelandczykowi Barry’emu Griffithsowi. Wraz z Alainem Choo Choyem wystartował także w deblu, w którym również zajęli ostatnie miejsce w swojej grupie eliminacyjnej (grupa C). Maurytyjscy tenisiści stołowi przegrali wszystkie sześć pojedynków, nie wygrywając przy tym żadnego seta.